# The Glory of Yolanda

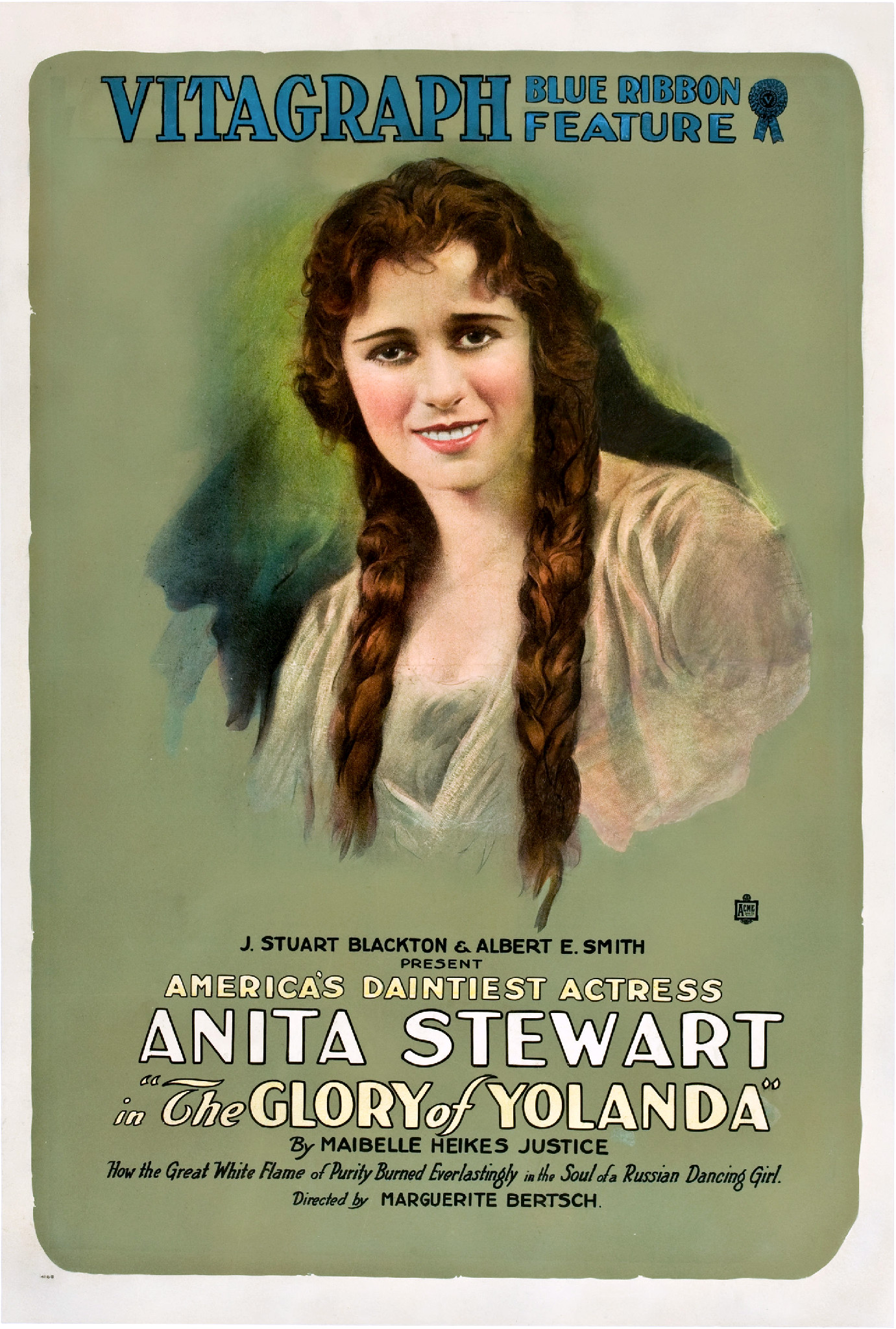
Affiche du film.

Pour les articles homonymes, voir Yolanda.
The Glory of Yolanda est un film américain réalisé par Marguerite Bertsch et sorti en 1917.

## Synopsis
La fille d'un paysan russe, repérée par le duc Boris à cause de sa beauté, devient membre du ballet impérial.

## Fiche technique
- Titre : The Glory of Yolanda
- Réalisation : Marguerite Bertsch
- Scénario : Maibelle Heikes Justice
- Photographie : Fred Held
- Société de production : Vitagraph Company of America
- Durée : 5 bobines[1]
- Date de sortie : 
  - États-Unis : 20 janvier 1917

## Distribution
- Anita Stewart : Yolanda
- John Ardizoni : Grand Duc Boris
- Denton Vane : Prince Drolinski
- Evart Overton : Alexander
- Mr. Turin : Serge
- Bernard Siegel : Paul
- Madam Roimonda : Olga